# Luigi Di Majo
Luigi Di Majo (Bagnoregio, 17 settembre 1943) è un avvocato, attore e personaggio televisivo italiano.

## Biografia
Inizia a lavorare come avvocato penalista del Foro di Roma nel 1968, e come avvocato de Il Messaggero di Roma dal 1980 sino al 2000. Tra le altre cause, nel 1976 lavora anche come avvocato difensore dei film-scandalo Ultimo tango a Parigi di Bernardo Bertolucci e Salò o le 120 giornate di Sodoma di Pier Paolo Pasolini. Altra causa da lui portata avanti fu quella per il diritto, da parte dei canali televisivi del gruppo Fininvest (Canale 5, Italia 1, Rete 4), di trasmettere film vietati ai minori.
Da sempre appassionato di spettacolo, parallelamente alla sua professione forense, ha portato avanti anche una carriera come personaggio televisivo e presentatore, spesso in programmi di genere giudiziario-giornalistico e di cronaca ed ha avuto anche alcune esperienze come attore in alcune fiction televisive.
Nel 1989 debutta infatti in televisione nella trasmissione di Rai 3 Chi l'ha visto? in sostituzione di Paolo Guzzanti, alla cui conduzione rimane fino al 1992, affiancato da Donatella Raffai prima ed Alessandra Graziottin dopo. In seguito collabora come consulente nello show di Rai 1 Grandi processi, e come autore di L'errore (1996), La cultura alla sbarra (1996) ed Assassine (2001).
Il 6 novembre 2006 entra a far parte del programma televisivo Forum, nel quale rimane fino al 30 maggio 2008, in qualità di giudice arbitro, è parte integrante del programma di Rete 4 condotto da Rita dalla Chiesa: Sessione Pomeridiana il Tribunale di Forum, affiancato dai giudici Santi Licheri, Tina Lagostena Bassi e Ferdinando Imposimato e successivamente da Maretta Scoca.
Nel 2001 ha partecipato alla fiction di Canale 5 Le ali della vita 2 nel ruolo di un pubblico ministero ad un processo.
Nell'estate 2010 partecipa alla rubrica L'avvocato risponde nella trasmissione Unomattina estate su Rai 1.
Nel 2011 partecipa ad un episodio dell'undicesima stagione della fiction di Canale 5 Distretto di Polizia 11, interpretando uno dei personaggi immaginari che sono presenti esclusivamente in un'unica puntata della serie, al fine di sviluppare una breve trama che si risolve all'interno dell'episodio stesso (detta in gergo storyline verticale), in questo caso nel ruolo di un medico che si autoaccusa di essere il responsabile dell'investimento di una ragazza (poi morta) per difendere il proprio figlio (vero responsabile dell'incidente).